# Göttelsteiner Felsen
Koordinaten: 49° 49′ 46,5″ N, 7° 40′ 34,9″ O
Der Göttelsteiner Felsen ist ein Naturschutzgebiet im Landkreis Bad Kreuznach in Rheinland-Pfalz.
Das 14,3 ha große Gebiet liegt in der Gemarkung der Ortsgemeinde Waldböckelheim.
Durch die Unterschutzstellung soll der Göttelsteiner Felsen „mit seinen Felsformationen, seinen Trockenrasen- und Felsgrusgesellschaften sowie die Erhaltung von Lebensgemeinschaften seltener und in ihrem Bestande bedrohter Pflanzen aus wissenschaftlichen Gründen“ erhalten werden.
Ein Wanderweg, der von der Landstraße 108 ausgeht, ermöglicht einen Zugang. Auf etwa halber Strecke steht das Jagdhaus Leos Ruh.